# هازجة باتشمان
هازجة باتشمان (باللاتينية: Vermivora bachmanii) هو طائر مهاجر ينتمي إلى رتبة العصفوريات، وهو على الأرجح قد انقرض. كان هذا الهازج مهاجر، يتكاثر في مستنقعات أشجار التوت الأسود وأشجار القصب في الجنوب الشرقي من الولايات المتحدة الأمريكية، ويشتي في كوبا. آخر طائر تمت رؤيته (غير مؤكد) كان في لويزيانافي أغسطس 1988م.

## التصنيف
أكتشف جون باكمان الطائر في عام 1832م، حيث اكتشفه بالقرب شارلستون، ساوث كارولينا. وقدم دراسة ووصف لصديقه جون جيمس أودوبون، لم يرى أودوبون الطائر قط، ولكن قام بتسميته تكريماً لباكمان في عام 1833م.

## الوصف
تعتبر هازجة باكمان ذات جنسية ثنائية ، ولدى الذكور البالغة ريشان مختلفان واحد لفصل الربيع والأخر لفصل الخريف. يكون لدى الذكور البالغة في الربيع جبهة، وهامة وحاجب أصفر. المنطقة أسفل عينا الطائر تكون صفراء، بينما تكون المنطقة بين العينين وفتحات الأنف بلون زيتوني داكن. لدى الطائر تاج أسود اللون وحواف رمادية، بينما يكون لون خلف التاج ومؤخرة العنق زيتوني رمادي. ويكون لون بقية الأجزاء العلوية للطائر بلون زيتوني أخضر، وتكون الأرداف أكثرها وضوحاً. يتخذ الذقن والحلق العلوي لوناً أصفر، بينما يتخذ منتصف الحلق والصدر العلوي لوناً أسود. البطن لونه أصفر، ومنطقة تحت الذيل الخفية تكون بلون أبيض. الذكور في الربيع الأول يكونوا تقريباً مشابهين للذكور البالغة ولكن لديهم لون أسود أقل على التاج والصدر.
خلال فترة الربيع يكون لدى جبهة وهامة الإناث البالغة لون أصفر باهت، تندمج مع التاج ومؤخرة العنق ذات اللون الرمادي. وتكون المنطقة بين العينين والأنف بلون زيتوني رمادي، ولديها حلقة بيضاء حول العين. بقية الأجزاء العليا لجسم الإناث تكون بلون زيتوني أخضر، وكما في الذكر تكون الأرداف أكثرها وضوحاً. يتخذ الذقن والحلق لوناً أصفر فاتح، بينما جوانب الرقبة والصدر العلوي يكون بلون رمادي. يكون لدى الإناث الأكبر سناً قليل من الريش الأسود على الصدر العلوي. وبقية الصدر والبطن يكون لونها أصفر فاتح، تندمج بلون أبيض بمنطقة تحت الذيل الخفية. وتكون الأجنحة مغطاة بلون رمادي. تمثل إناث الربيع الأول الإناث البالغة لكن تكون باهتة.